# Eremophila prolata
Eremophila prolata är en flenörtsväxtart som beskrevs av Chinnock. Eremophila prolata ingår i släktet Eremophila och familjen flenörtsväxter. Inga underarter finns listade i Catalogue of Life.